# Chapelle Saint-Martin du Beuvray
Pour les articles homonymes, voir Chapelle Saint-Martin.
La chapelle Saint-Martin est une chapelle catholique située au sommet du mont Beuvray dans le massif du Morvan en France, édifiée entre le XIe et le XIIIe siècle et en ruines aux XVIIe et XVIIIe siècles.
Elle est située sur l'emplacement d'un temple gallo-romain de la cité éduenne de Bibracte, érigé au début de notre ère. En 376, l'évangélisateur Martin de Tours y aurait détruit des idoles païennes. Le site conserve une présence religieuse et rituelle de l'Antiquité à aujourd'hui et accueille d'importantes foires durant plusieurs siècles. Une nouvelle chapelle est édifiée en 1873.
Près du monument actuel figurent une croix monumentale, aussi érigée en l'honneur de saint Martin en 1851 et qui succède à une croix en bois plus ancienne, ainsi que les vestiges de la fontaine Saint-Martin, un lieu de rites plus ancien.

## Localisation
La chapelle est située au lieu-dit la Chaume, sur le territoire de la commune de Saint-Léger-sous-Beuvray, en Saône-et-Loire, à deux pas de la frontière avec Glux-en-Glenne, dans la Nièvre, qui sépare le sommet en deux. Elle est élevée à 810 mètres d'altitude.

## Histoire

### Temple antique
Le site archéologique de la chapelle Saint-Martin intègre l'oppidum éduen de Bibracte installé sur le Beuvray, auquel a succédé la ville Augustodunum (Autun), vers l'an 0, mais qui a survécu après cette date. Le site bénéficie de recherches lors de la première campagne de fouilles menée au XIXe siècle par Jacques-Gabriel Bulliot. Lorsque des fouilles reprennent près de cent ans plus tard, en 1984, la chapelle est l'un des deux principaux champs de fouille, avec la porte du Rebout.
Bulliot met au jour un temple gallo-romain de type fanum. Il est édifié sur un plan classique, avec une cella carrée en son centre, entourée par un portique. Ces constations sont vérifiées lors de la fouille de 1984. Des débris de marbre cannelé, de porphyre, de mosaïques de verre et de losanges de schiste noir attestent de la présence de décorations. Ces nouvelles recherches permettent d'avancer une date de construction à l'époque impériale, au début de notre ère. Bulliot avait attribué le temple à une déesse Bibracte, se basant sur une plaque découverte à Autun portant l'inscription « dea bibracti », mais on sait depuis que la plaque est un faux du XVIIe siècle (fabriqué afin de renforcer la théorie selon laquelle Bibracte se situerait à Autun), déjà contesté à son époque.
La seconde fouille doit aussi déterminer si le site a succédé à un sanctuaire à l'âge du fer, comme c'est le cas sur d'autres sites similaires en Europe. Il n'a pas été retrouvé de traces d'une occupation antérieure,, à l'exception d'un fossé, au maigre mobilier, dont le rôle n'est pas défini.

### Première chapelle «en l'haut du Beuvray»
Selon la légende, saint Martin, parti d'Augustodunum (Autun), monte en 376 au mont Beuvray pour y détruire des idoles païennes. Poursuivi par des païens, il doit son salut à un bon prodigieux de son âne — qui a laissé la trace de son pas sur plusieurs pierres à légendes du Morvan.
La date de construction de la chapelle Saint-Martin est inconnue et est estimée entre le XIe et le XIIIe siècle. Ses terres appartiennent à l'abbaye Saint-Symphorien d'Autun.
En 1233, Alix, châtelaine de Glenne, lègue dans une charte des aumônes à l'église du Buvrait. En 1454, un terrier relatif aux redevances, dîmes, censes, etc. de la chapelle de M. saint Martin, en l'haut de Beuvray est dressé par ordre du cardinal Jean Rolin, évêque d'Autun et prieur de Saint-Symphorien. Il est écrit : « À Saint-Gengoul, au hameau de Velle, la chapelle a moitié du disme. Un quart appartient au prieur de Vanoise, l'autre au prieur de Marcigny, excepté au terrage de Pierre de la Bussière, où Saint-Symphorien ne prend rens. À Champrobert, à Mesle, à Périgny, paroisse d'Issy-l'Évêque, à Magny, à la Boutrille, à la Planche, à Pierrefitte, à la Chèze, etc., à la Montagne des Châteaulx, en venant de Thoulon à La Roche, au Champ de la Pierre ou Champ au Sire, commune de Poil, la chapelle de Saint-Martin de Beuvray lève des
dismes entières ou conjointes. »
En 1604, la chapelle est en ruines. Près d'elle se trouvait un presbytère. Il est attesté que la chapelle Saint-Martin « en l'haut du Beuvray » perçoit au XVIIe siècle la moitié des dîmes de la paroisse de Millay et une partie de celle de Poil. La présence de vestiges est signalée dans un témoignage de 1725. Vers 1750, la carte de Cassini n'indique pas de chapelle, seulement le site de foires du haut du Beuvray.
La chapelle est le lieu d'un pèlerinage et les foires du Beuvray, organisées le premier mercredi de mai et le 2 juillet, prennent place à proximité. Au nord du plateau, un couvent de cordeliers est élevé au XIVe siècle et disparaît entre le XVIIe et le XIXe siècle.

### Nouvelle chapelle duXIXesiècle
Sous l'initiative de l'archéologue Jacques-Gabriel Bulliot, découvreur de Bibracte, une nouvelle chapelle est érigée en 1876 sur les substructions du temple antique et à l'emplacement de l'abside de l'ancienne chapelle. La première pierre est posée le 7 août 1873 par l'archevêque de Reims Jean-François Landriot, originaire d'Autun, et la chapelle est bénie le 9 septembre 1876 par l'évêque d'Autun Adolphe Perraud, en présence des membres du Congrès scientifique.
L'édifice est un petit oratoire en granite et de style néo-roman. Il conserve le culte de saint Martin.
Une plaque est apposée en 1987 « à la mémoire de Pierre Mehu, guide du Beuvray. Au-delà de sa compétence qui était grande, il parlait de Bibracte avec son cœur. 16 août 1987 ».

## Monuments à proximité

### Fontaine de Saint-Martin
En contrebas de la Chaume, aux pieds des remparts, se situent les vestiges de la fontaine Saint-Martin, source la Braconne, qui fut un lieu de rites thérapeutiques pour les femmes enceintes.

### Croix de Saint-Martin
Après la disparition de la chapelle, il ne subsiste du culte de saint Martin au Beuvray qu'une croix de bois. Elle intègre le rite païen de la fontaine Saint-Martin : les femmes, après s'être trempé le sein dans l'eau, viennent s'y prosterner et déposer une jarretière ou un ruban rouge en offrande pour obtenir du lait plus abondant,.

Le monument finit par s'écrouler. Il est remplacé en 1850 par une croix monumentale de granite, élevée par le 27e congrès archéologique siégeant à Nevers. Elle porte au-dessus de sa base l'image populaire de Martin donnant son manteau à un mendiant à Amiens. Elle porte également l'inscription suivante : 

« A St Martin, apôtre des Gaules en souvenir de son passage au Beuvary CCCLXXVI - monument du 17e congrès archéologique. Nevers. MDCCCLI »